# Comuna Schitu, Giurgiu
Schitu (în trecut, Pângălești) este o comună în județul Giurgiu, Muntenia, România, formată din satele Bila, Cămineasca, Schitu (reședința) și Vlașin.

## Așezare
Comuna se află în vestul județului, pe malurile Câlniștei, în aval de confluența acestuia cu Glavaciocul. Este străbătută de șoseaua națională DN5B, care leagă Giurgiu de Ghimpați. La Schitu, acest drum se intersectează cu șoseaua județeană DJ603, care o leagă spre vest de Ghimpați (unde se termină în DN6), și spre est de Stoenești, Călugăreni (unde se intersectează cu DN5), Mihai Bravu și Comana.

## Demografie
Componența etnică a comunei Schitu
     Români (91,87%)
     Romi (1,08%)
     Alte etnii (0,54%)
     Necunoscută (6,51%)
Componența confesională a comunei Schitu
     Ortodocși (92,41%)
     Alte religii (0,9%)
     Necunoscută (6,69%)
Conform recensământului efectuat în 2021, populația comunei Schitu se ridică la 1.660 de locuitori, în scădere față de recensământul anterior din 2011, când fuseseră înregistrați 1.985 de locuitori. Majoritatea locuitorilor sunt români (91,87%), cu o minoritate de romi (1,08%), iar pentru 6,51% nu se cunoaște apartenența etnică. Din punct de vedere confesional, majoritatea locuitorilor sunt ortodocși (92,41%), iar pentru 6,69% nu se cunoaște apartenența confesională.

## Politică și administrație
Comuna Schitu este administrată de un primar și un consiliu local compus din 9 consilieri. Primarul, Ionel Pașol[*], de la Partidul Național Liberal, este în funcție din 2012. Începând cu alegerile locale din 2024, consiliul local are următoarea componență pe partide politice:
|  | Partid                    | Consilieri | Componența Consiliului | Componența Consiliului | Componența Consiliului | Componența Consiliului | Componența Consiliului | Componența Consiliului | Componența Consiliului | Componența Consiliului |
|  | ------------------------- | ---------- | ---------------------- | ---------------------- | ---------------------- | ---------------------- | ---------------------- | ---------------------- | ---------------------- | ---------------------- |
|  | Partidul Național Liberal | 8          |                        |                        |                        |                        |                        |                        |                        |                        |
|  | Partidul Social Democrat  | 1          |                        |                        |                        |                        |                        |                        |                        |                        |

## Istorie
La sfârșitul secolului al XIX-lea, comuna purta numele de Pângălești, făcea parte din plasa Câlniștea a județului Vlașca și era formată doar din satul de reședință (care avea și un cătun Ciolanu), având în total 656 de locuitori. În comună existau o biserică și o școală mixtă cu 54 de elevi (dintre care 6 fete), iar principalii proprietari de pământ erau moștenitorii lui Em. Pangal. La acea vreme, pe teritoriul actual al comunei mai funcționa în aceeași plasă și comuna Cămineasca, cu satele Cămineasca și Bila, având 1494 de locuitori. Erau și aici două biserici și o școală mixtă cu 33 de elevi (dintre care 2 fete).
Anuarul Socec din 1925 consemnează comunele în plasa Argeș a aceluiași județ; comuna Pângălești avea 2514 locuitori în satele Pângălești, Petru Rareș și Principele Nicolae și în cătunul Albele. Satul Bila se separase de comuna Cămineasca, formând o comună de sine stătătoare, cu 1068 de locuitori; în timp ce comuna Cămineasca avea în satul ei 1105 locuitori. În 1931, și satul Principele Nicolae s-a separat de comuna Pângălești, formând o comună distinctă, în timp ce satul Petru Rareș a trecut la comuna Ciolanu.
După al Doilea Război Mondial, autoritățile comuniste au decis schimbarea numelui satului și comunei Principele Nicolae în Vlașin, și pe al satului și comunei Pângălești în Schitu, iar în 1950 au transferat comunele raionului Giurgiu apoi (după 1952) raionului Drăgănești-Vlașca din regiunea București. În 1968, comunele au trecut la județul Ilfov, comunele Bila, Cămineasca și Vlașin fiind desființate și satele lor trecând la comuna Schitu. În 1981, o reorganizare administrativă regională a dus la transferarea comunei la județul Giurgiu.

## Monumente istorice
Zece obiective din comuna Schitu sunt incluse în lista monumentelor istorice din județul Giurgiu ca monumente de interes local. Șase dintre ele sunt situri arheologice, aflate „la Fântână” (1,5 km sud-est de Bila); „la Grajdurile CAP” din Bila; la est de cimitirul din Bila; lângă fostele magazii CAP din nord-nord-vestul satului Schitu; la 1–1,5 km sud-vest de Schitu; precum și la „Măgura lui Boboc”, la 3 km de Schitu către Naipu, unde s-a găsit un tell neolitic aparținând culturii Gumelnița. Vestigiile datează din perioade ce variază de la neolitic (culturile Boian și Gumelnița) până în Evul Mediu Timpuriu.
Alte trei obiective sunt clasificate ca monumente de arhitectură: biserica „Sfântul Ioan Botezătorul” (1857); școala veche (1900), ambele din Schitu; și fundațiile fostei biserici „Sfântul Nicolae” din Cămineasca, datând din 1867, biserica fiind reconstruită în 2003. Un al zecelea obiectiv este cimitirul cu cruci de piatră (secolul al XIX-lea) din curtea bisericii „Sfântul Ioan Botezătorul” din Schitu, ansamblu ce cuprinde vechile cruci de piatră, dar și monumentele funerare ale familiei Pangal.